# Sean Bobbitt
Sean Bobbitt (ur. 29 listopada 1958 w Corpus Christi) – brytyjsko-amerykański operator filmowy, urodzony w Teksasie.
Uzyskał uznanie jako stały współpracownik brytyjskiego reżysera Steve’a McQueena. Wspólnie pracowali przy filmach: Głód (2008), Wstyd (2011), Zniewolony (2013) i Wdowy (2018). Za zdjęcia do Wstydu Bobbitt zdobył Europejską Nagrodę Filmową dla najlepszego operatora.
Operator pracował również dla innych reżyserów, m.in. dla Michaela Winterbottoma (Wonderland, 1999), Michela Blanc (Letni zawrót głowy, 2002), Neila Jordana (Byzantium, 2012), Dereka Cianfrance’a (Drugie oblicze, 2012) czy Davida Gordona Greena (Niezwyciężony, 2017).
Był nominowany do Oscara za najlepsze zdjęcia do filmu Judasz i Czarny Mesjasz (2021) w reżyserii Shaki Kinga.